# بيدرو أنطونيو فيغا رودريغيز
بيدرو أنطونيو فيغا رودريغيز (بالإسبانية: Pedro Vega)‏ (19 يوليو 1979 بفيغا دي سان ماتيو في إسبانيا - ) هو لاعب كرة قدم إسباني في مركز الوسط. شارك مع منتخب إسبانيا تحت 20 سنة لكرة القدم. أما مع النوادي، فقد لعب مع بوليديبورتيفو إيخيذو ونادي غرناطة ونادي لاس بالماس ونادي ليفانتي وUniversidad de Las Palmas CF ‏ وUD Las Palmas Atlético ‏.

## وصلات خارجية
- بيدرو أنطونيو فيغا رودريغيز على موقع قاعدة بيانات كرة القدم.إي يو (الإنجليزية)
- بيدرو أنطونيو فيغا رودريغيز على موقع Soccerway.com (الإنجليزية)
- بيدرو أنطونيو فيغا رودريغيز على موقع AS.com (الإسبانية)